# JACEイベントアワード
JACEイベントアワードとは、一般社団法人 日本イベント産業振興協会 (JACE)による国内外のイベントを対象とした顕彰制度。

## 歴史
JACEは創立15周年事業として、平成16年に経済産業省の後援を得て、「日本イベント大賞」の顕彰制度をスタート。以降1年をおいて第2回（平成18年度）から第6回（平成22年度）まで事業を継続。平成23年3月11日の東日本大震災の罹災を機に事業の休止に至った。
イベント産業は、産業振興、経済振興、文化振興などに大きく貢献してきたが、震災後3年を経て、イベントが人と人、人と地域などの絆づくりに果たす役割が改めて見直されつつあるこのタイミングで、これまでの顕彰制度を基にしつつ、目的や選考方法を見直し、あらたに「JACEイベントアワード」を制定する運びとなった。

## 選考

### 選考方法
1. 一次選考
全てのエントリー作品から「JACE イベントアワード事務局」が一次選考を実施し、優秀賞（部門賞）選考会進出作品（20～30作品）を選定。JACEホームページにて発表。
2. 優秀賞（部門賞）選考（5～7作品）
「JACE イベントアワード選考委員会」により選定。JACEホームページにて発表。
3. 最優秀賞 経済産業大臣賞（日本イベント大賞）選考（1作品）
優秀賞（部門賞）の中から、「JACE イベントアワード選考委員会」により選定。JACE イベントアワード表彰式当日に発表。
4. イベントプロフェッショナル賞選考（1作品）
優秀賞（部門賞）受賞イベントより、イベント業務管理士によるネット投票を実施。得票数の最も多かったイベントを「イベントプロフェッショナル賞」に選定。JACE イベントアワード表彰式当日に発表。

### 選考委員
- 選考委員長
  - 中村利雄（公益財団法人 全国中小企業振興機関協会 会長、日本商工会議所 顧問）
- 選考委員
  - 経済産業省 商務・サービスグループ 文化創造産業課
  - 東ちづる （俳優、一般社団法人Get in touch代表）
  - 加藤直人 （クラスター株式会社代表取締役CEO）
  - 蜷川有紀 (画家、女優、大正大学客員教授）
  - 平原依文 (HI合同会社代表、青年版ダボス会議 One Young World 日本代表・アドバイザー）
  - 古田秘馬 (株式会社umari 代表取締役、プロジェクトデザイナー）
  - 宮本倫明 （JACEイベントアワードプロデューサー、株式会社 Landa 代表取締役）

- 過去の選考委員
  - エバレット・ブラウン （湿板写真家、地域プロデューサー）※第1回～第9回
  - 佐藤大吾 （株式会社 LIFULL Social Funding代表取締役）※第1回～第9回
  - 武田美保 （教育・スポーツコメンテータ）※第3回～第5回
  - 紫舟 （書家、アーティスト） ※第2回～第4回
  - 横井惠子 （株式会社ジザイズ 代表取締役） ※第1回
  - 杉山愛 （スポーツキャスター、元プロテニスプレーヤー）　※第2回